# Alan Brinkley
Alan Brinkley (* 2. Juni 1949 in Washington, D.C.; † 16. Juni 2019 in Manhattan, New York City, New York) war ein US-amerikanischer Historiker. Sein Forschungsschwerpunkt lag auf der Geschichte der Vereinigten Staaten im 20. Jahrhundert.

## Leben
Brinkley studierte an der Princeton University und erhielt dort 1971 einen Bachelor of Arts. 1979 promovierte er an der Harvard University zum Ph.D.
Seit 1991 lehrte er an der Columbia University, zuletzt als Allan Nevins Professor of American History. Er war Vorsitzender des Department of History und fungierte danach von 2003 bis 2009 als Provost der Universität. Des Weiteren war er 1998 Harold Vyvyan Harmsworth Visiting Professors of American History am Rothermere American Institute der Oxford University sowie von 2011 bis 2012 Pitt Professor of American History an der University of Cambridge.
Für sein Buch Voices of Protest: Huey Long, Father Coughlin, and the Great Depression erhielt er 1983 den National Book Award in der Kategorie „Geschichte (Hardcover)“. 1999 wurde er in die American Academy of Arts and Sciences gewählt.

## Veröffentlichungen (Auswahl)
- Voices of Protest: Huey Long, Father Coughlin, and the Great Depression. Alfred A. Knopf, Inc., 1982.
- The End of Reform: New Deal Liberalism in Recession and War. 1995.
- Liberalism and Its Discontents. 1998.
- Franklin Delano Roosevelt. Oxford University Press, 2009.
- The Publisher: Henry Luce and His American Century. Alfred A. Knopf, 2010.
- John F. Kennedy. The American Presidents Series, Times Books, 2012.